# 浄光寺 (ひたちなか市)
浄光寺（じょうこうじ）は、茨城県ひたちなか市にある浄土真宗本願寺派の寺院。

## 歴史
鎌倉時代初期、唯仏の開基である。唯仏は俗名「藤原隼人佑頼貞」という武士であったが、稲田草庵（現・西念寺）にいた浄土真宗宗祖の親鸞に出会い、ついに親鸞の弟子となり「唯仏」を名乗ることになった。そして唯仏は親鸞より恵心僧都源信作の阿弥陀如来像などを託され、唯仏の邸宅があった常陸国那珂郡枝川村（現・同市枝川）に当寺を創建した。
その後、水戸城の城主だった江戸重通によって寺領が与えられ、その江戸氏没落後は佐竹義宣にも庇護され、江戸時代に入り、これまでの「常光寺」から「浄光寺」に改称し、現在地に移転した。
当寺は親鸞の木像を所蔵している。これは親鸞の教えに帰依した鹿島明神のために、自分の木像を明神に授けたもので、元々は鹿島神宮に安置されていた。ところが、後の世になって神宮に僧侶（親鸞）の像が置かれることを嫌った神職によって神戸ヶ原（現・鹿嶋市浜津賀）に埋められてしまった。その後、その地中から怪しい光が放つようになり、その周辺に人が近づかなくなってしまった。水戸藩の藩主徳川光圀はその話を聞き、その土地を掘り返したところ、親鸞像が出土し、当寺に安置されることになった。

## 交通アクセス
- 那珂湊駅より徒歩9分。